# Reunião entre Trump e Zelensky em 2025

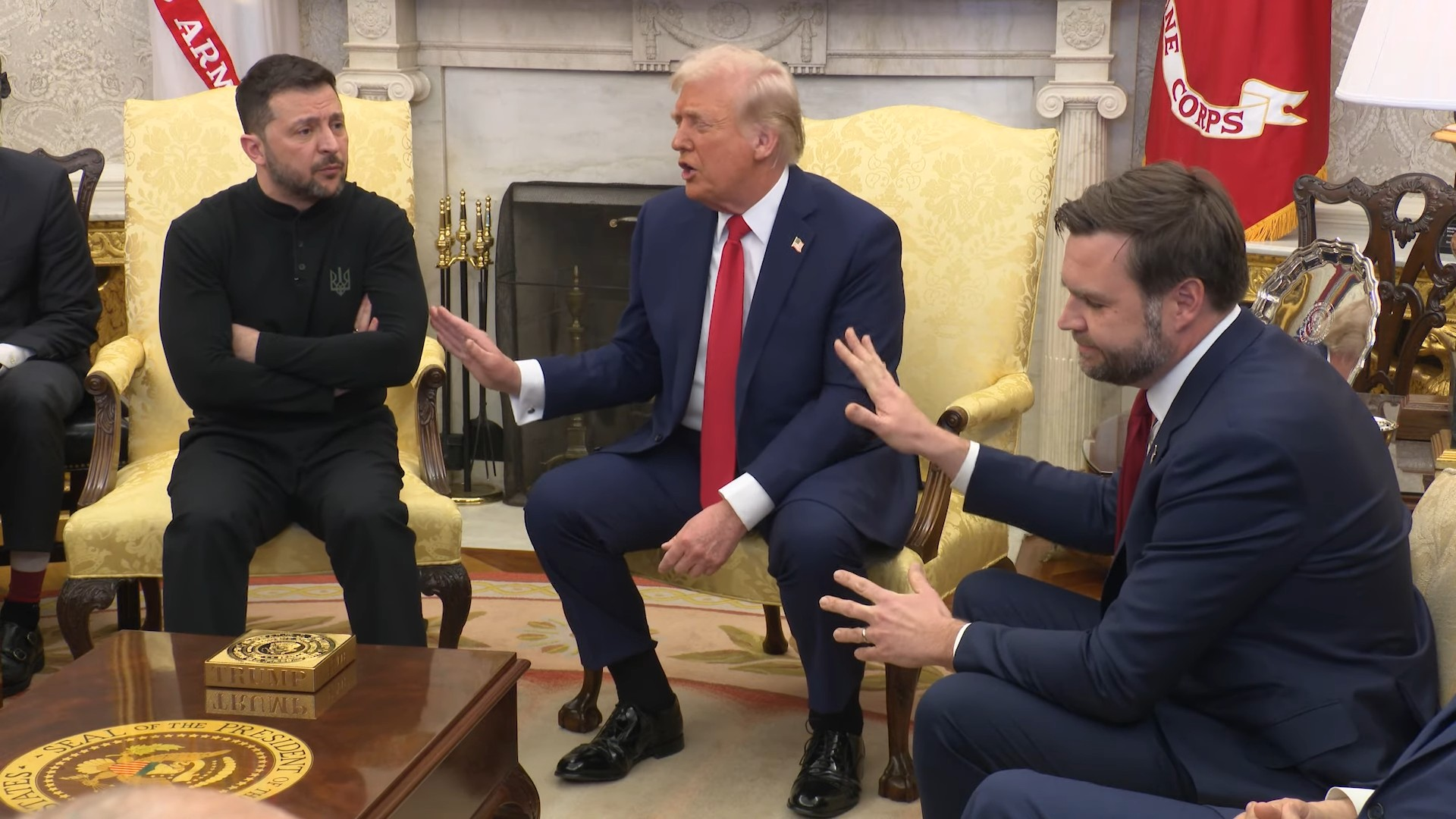
Da esquerda para a direita: Volodymyr Zelensky, Donald Trump e JD Vance durante a discussão

Em 28 de fevereiro de 2025, Donald Trump, presidente dos Estados Unidos, e Volodymyr Zelensky, presidente da Ucrânia, realizaram uma reunião bilateral altamente conflituosa, transmitida ao vivo a partir do Salão Oval da Casa Branca, em Washington, D.C. O encontro tinha como objetivo discutir a continuidade do apoio norte-americano à Ucrânia na defesa contra a invasão russa em curso e estava previsto para culminar na assinatura do Acordo de Recursos Minerais entre Ucrânia e Estados Unidos. No entanto, a reunião foi abruptamente interrompida sem uma resolução clara. Durante o encontro, Trump e JD Vance, vice-presidente dos Estados Unidos, criticaram Zelensky repetidamente, chegando, em alguns momentos, a sobrepor-se à sua voz. O episódio marcou a primeira vez na história dos Estados Unidos em que um presidente em exercício atacou verbalmente, de maneira aberta, um chefe de Estado visitante.
Nos dias que antecederam a reunião, as tensões entre o governo Trump e o governo de Zelensky já estavam elevadas. Trump pressionava a Ucrânia para que fizesse concessões à Rússia a fim de encerrar rapidamente a guerra. Ele havia iniciado negociações com a Rússia sem a participação da Ucrânia, insinuado que Zelensky era responsável pela invasão russa e o chamado de "ditador" por não realizar eleições durante o conflito – algo que, devido à lei marcial, não era legalmente viável. Por outro lado, Zelensky buscava garantias de segurança robustas contra futuras agressões russas, pois acreditava que, sem elas, o presidente da Rússia, Vladimir Putin, violaria qualquer acordo, como já havia feito anteriormente.
A reunião foi amplamente criticada pelo seu tom acalorado, confrontacional e hostil. Quase todos os aliados dos Estados Unidos, bem como outras figuras de destaque no cenário internacional, manifestaram rapidamente apoio a Zelensky após o embate, com muitas declarações sendo interpretadas como uma reprimenda à abordagem adotada por Trump. Em contraste, autoridades russas elogiaram o desfecho da reunião e direcionaram críticas a Zelensky, enquanto a mídia russa reagiu com choque. Nos Estados Unidos, as reações dividiram-se ao longo das linhas partidárias: membros do Partido Republicano, com poucas exceções, aprovaram a postura de Trump, enquanto membros do Partido Democrata a condenaram amplamente. Três dias após a reunião, o governo Trump suspendeu toda a assistência militar à Ucrânia. Cinco dias depois, o diretor da CIA, John Ratcliffe, anunciou que a administração também havia interrompido o compartilhamento de inteligência com o governo ucraniano.